# Mecopus nidulans
Genre
Espèce
Synonymes
- Uraria retrofructa Wall.[2]

Mecopus nidulans est une espèce de plantes à fleurs dicotylédones de la famille des Fabaceae, sous-famille des Caesalpinioideae, originaire d'Asie. C'est l'unique espèce acceptée du genre Mecopus (genre monotypique).